# Revista Română de Biblioteconomie și Știința Informării
Revista Română de Biblioteconomie și Știința Informării (RRBSI) (Romanian Journal of Library and Information Science), ISSN 2559-5490, ISSN-L 1841-1940, este o revistă trimestrială, în acces deschis, publicată în sistem peer-review double blind, publicată începând cu anul 2005 de Asociația Bibliotecarilor din România (ABR), RRBSI urmărește să publice articole originale cu privire la toate aspectele din domeniul biblioteconomiei și științei informării. Revista publică, de asemenea, articole de tip recenzii și cărți, opinii și comentarii asupra unor subiecte de interes din domeniu. Aria de acoperire a revistei nu se reduce doar la România, ci include studii despre teoria și practica biblioteconomiei din Sud-Estul Europei, date fiind similaritățile istoriei și dezvoltării bibliotecilor în această parte a Europei.

## Istoric
„RRBSI a luat naștere din Buletin ABIR (Asociația Bibliotecarilor din Învățământ – România) care și-a asumat de la început sarcina de a-și ține la curent membrii cu privire la activitatea asociației, editând încă din 1990 Buletin ABIR (redactor Mircea Regneală), cu periodicitate lunară.
Buletin ABIR a devenit în 1997 revistă tematică de biblioteconomie, cu periodicitate trimestrială, iar locul lui a fost preluat de newsletterul Informații ABIR, publicat ca supliment lunar al Buletinului, mai întâi tipărit, apoi în format electronic.
[...] Începând cu numărul 1/2010, articolele din Revista Română de Biblioteconomie și Știința Informării sunt publicate simultan în limbile română și engleză, în încercarea de a lărgi aria de diseminare a contribuțiilor științifice ale specialiștilor români”.
Din anul 2017 (Vol. 13, No. 1), articolele din Revista Română de Biblioteconomie și Știința Informării sunt publicate exclusiv în limba engleză.

## Indexarea în bazele de date
RRBSI este inclusă în bazele de date fulltext EBSCO Library & Information Science Source (începând cu data de 4 februarie 2010) și CEEOL (Central and Eastern European Online Library) (începând cu anul 2005) și este indexată în ERIH PLUS (European Reference Index for the Humanities and the Social Sciences), DOAJ (Directory of Open Access Journals), ROAD (Directory of Open Access Scholarly Resources) și MIAR (Information Matrix for the Analysis of Journals).

## Procesul de evaluare peer-review
Manuscrisele trimise către RRBSI sunt revizuite inițial de editori, care analizează dacă au fost respectate indicațiile autorilor, dacă subiectul articolului se potrivește cu politica editorială a revistei, dacă textul în limba engleză este corect din punct de vedere gramatical și decide în consecință dacă articolul va fi respins sau va fi acceptat pentru o evaluare peer-review.
RRBSI utilizează un proces de evaluare peer review dublu orb: fiecare lucrare va fi revizuită de doi specialiști în biblioteconomie și știința informării. În situația în care concluziile recenzorilor sunt diferite, decizia finală va fi luată de editori. Identitatea autorului (autorilor) și a recenzorilor va fi protejată.
Criterii de evaluare a manuscrisului:
- originalitatea contribuției sale la domeniu
- coerența analizei
- abilitatea de comunicare cu cititorii (gramatica și stilul)

Perioada de așteptare pentru evaluarea manuscriselor este de șase până la opt săptămâni de la data primirii.
Taxele de procesare
Revista nu solicită taxe de depunere sau procesare a articolelor (APC).

## Politica privind accesul deschis
Toate articolele din RRBSI sunt licențiate sub licență Creative Commons Attribution-Noncommercial-NoDerivatives 4.0 International (CC BY-NC-ND 4.0).
Cititorilor li se permite să citească, să descarce, să copieze, să distribuie, să tipărească, să caute sau să facă trimiteri la textele complete ale articolelor publicate în RRBSI și le pot folosi pentru orice alt scop legal.
Revista permite autorului (autorilor) să dețină drepturile de autor și să păstreze drepturile de publicare fără restricții.

## Redacția
Redactor șef
Dr. Angela REPANOVICI, profesor universitar, Universitatea "Transilvania" din Brasov
Dr. Robert CORAVU, lector, Universitatea București
Redactor adjunct
Dr. Gabriela BĂRAN – asistent universitar, Universitatea București
Drd. Mihai CONSTANTINESCU - Universitatea București
Redactor de conținut
Nicolaie CONSTANTINESCU - Arhitect informatic, Comunitatea Kosson
Colegiul editorial
Dr. Iuliana BOTEZAN - Profesor, Universitatea din Complutense, Madrid
Dr. Joumana BOUSTANY - Profesor asociat, Universitatea Paris-Est Marne-la-Vallée (U-pem), Institutul Francez de Inginerie a Serviciilor (IFIS)
Dr. Claudiu COMAN - Profesor, Universitatea Transilvania din Brasov
Dr. Ionel ENACHE - Profesor, Universitatea București
Dr. Anthi KATSIRIKOU - Biblioteca Universității Pireus, Grecia
Dr. Serap KURBANOGLU - Profesor, Universitatea Hacettepe, Ankara, Turcia
Dr. Manolis KOUKOURAKIS - Biblioteca Universității din Creta, Grecia
Dr. Maria MICLE - conferențiar universitar, Universitatea de Vest din Timișoara
Dr. Ivona OLARIU - Biblioteca Centrală Universitară Mihai Eminescu Iași
Vera PETROVIĆ - Biblioteca Universitară "Svetozar Marković", Belgrad
Dr. Mircea REGNEALĂ - profesor emerit, Universitatea București (Editor fondator)
Dr. Sonja SPIRANEC - profesor asociat, Universitatea din Zagreb
Dr. Tania TODOROVA - Profesor, Universitatea de Studii Biblioteca și Tehnologii Informaționale, Sofia
Dr. Elena TÎRZIMAN, profesor universitar, Universitatea București
Dr. Nelly ȚURCAN - profesor asociat, Universitatea de Stat din Moldova, Chișinău
Dr. Katalin VARGA - Șeful Bibliotecii Naționale, Biblioteca Națională de Educație și Muzeul, Budapesta.